# 2011년 민스크 지하철 폭탄 테러

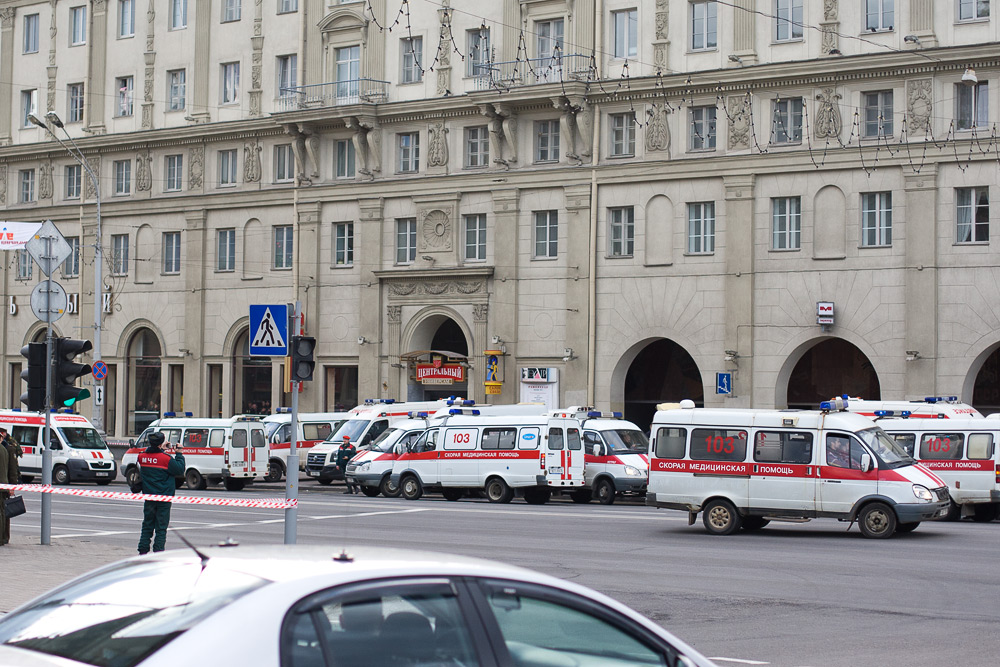

2011년 4월 11일 벨라루스 민스크에서 폭탄 테러가 발생하였다. 이 사고로 15명이 사망하였으며, 204명이 부상당했다. 이 테러는 민스크 지하철의 카스트리치카야 역에서 발생한 것으로, 현지 시간으로 오후 5시 55분경 일어났다.